# Dassiá
Pour les articles ayant des titres homophones, voir Dacia et Dasia.
Dassiá (en grec moderne : Δασσιά) est une ville située sur l'est de l'île de Corfou, en Grèce.
Dassiá se trouve au nord de la ville de Límni et au sud de celle d'Ýpsos, face à l'Albanie.
Dassiá est une station balnéaire populaire grâce à sa plage qui donne sur la baie d'Ýpsos et la présence d'hôtels.